# Allgemeiner Behindertenverband in Deutschland
Der Allgemeine Behindertenverband in Deutschland e. V. (ABiD e. V.) ist ein parteilich, religiös, ethnisch und weltanschaulich unabhängiger Selbsthilfeverband, mit dem Zweck der Förderung der Selbstbestimmung und Hilfe für Behinderte sowie die öffentliche und politische Vertretung von Menschen mit Behinderungen und Betroffenen.

## Ziele und Geschichte
Der Verband ist ein Zusammenschluss behinderter Menschen, ihrer Angehörigen und Freunde, unabhängig von der Art der Behinderung. Er besteht aus einem Bundesverband mit Sitz in Berlin und mehreren Landesverbänden, welche sich wiederum in Ortsverbände aufteilen. Ordentliches Mitglied kann jede natürliche oder juristische Person werden.
Schirmherrin des Allgemeinen Behindertenverband ist Sabine Bergmann-Pohl (Bundesministerin a. D.) und Vorsitzender war Ilja Seifert, der auf Detlef Eckert folgte. Auf dem  Verbandstag  im April 2018 wurde Marcus Graubner zum neuen Vorsitzenden des Allgemeinen Behindertenverband  in Deutschland  gewählt. Seit Juli  2018  ist Anna Carina Woitschack  die Botschafterin des ABiD.
Der Allgemeine Behindertenverband ist Mitglied im Deutschen Behindertenrat (DBR), dem Deutschen Paritätischen Wohlfahrtsverband (DPWV), der Nationale Koordinierungsstelle "Tourismus für Alle" e. V. (NatKo), dem Deutschen Verein für öffentliche und private Fürsorge (DV) und bei Very Special Arts (VSA).
Der Verband wurde im Jahr 1990, noch zu DDR-Zeiten gegründet und später umbenannt. Er ist Gründungsmitglied des Deutschen Behindertenrates (DBR) und hat an den Entwürfen für das Antidiskriminierungsgesetz (ADG – jetzt AGG) mitgearbeitet.

## Mitgliedsverbände
- Allgemeiner Behindertenverband Land Brandenburg (ABB e.V.)[1]
- Berliner Behindertenverband e. V. (BBV)[2]
- Allgemeiner Behindertenverband in Mecklenburg-Vorpommern e. V.[3]
- Allgemeiner Behindertenverband in Deutschland – Freistaat Sachsen e. V. (ABiD-Sachsen)[4]
  - Integrationszentrum „Ziegenhof Eckersbach“ Zwickau
- Allgemeiner Behindertenverband Sachsen-Anhalt e. V. (ABiSA)[5]
- Landesverband für Menschen mit Behinderungen in Thüringen (LMBT e. V.)[5]